# Tonus muscular
Tonusul muscular este starea de contracție permanentă a mușchilor. Are ca scop menținerea posturii verticale ortostatică și a echilibrului. Se efectuează cu consum energetic la nivelul celulelor musculare, energie furnizată prin reacția de scindare hidrolitică a adenozintrifosfatului.